# Wesley Coe
William Wesley Coe (né le 8 mai 1879 à Boston, Massachusetts, et mort le 24 décembre 1926 à Bozeman, Montana), est un athlète américain, spécialiste du lancer de poids. Vice-champion olympique de la discipline en 1904, il est, avec Ralph Rose, l'un des meilleurs lanceurs de sa génération. Il améliore plusieurs fois le record du monde officieux de la discipline.  

## Biographie

### Enfance et origines
Welsey Coe naît en 1879 à Boston, dans le Massachusetts. Il grandit à Somerville, une localité a proximité immédiate de Boston. Il est le fils de William W. Coe et d'Annie Coe. Enfant, il est scolarisé au sein des écoles publiques de Boston. Durant son adolescence, il intègre la prestigieuse Noble and Greenough School (en) où il étudie en classe préparatoire.   

## Carrière sportive

### Débuts
En 1897, toujours sur les bancs de la Noble and Greenough School (en), Coe s'adonne déjà au lancer du poids et expédie son engin à 10,95 m. En 1898, il remporte un championnat interscolaire en lançant à 12,73 m. L'année suivante, il s'inscrit à la Princeton Preparatory School et poursuit sa pratique de l'athlétisme. Ainsi, en 1900, il remporte le concours du lancer du poids des championnats nationaux juniors organisés par l'Amateur Athletic Union. 

### Oxford et Yale
En 1901, Wesley Coe traverse l'Atlantique et intègre l'Hertford College de l'Université d'Oxford, au Royaume-Uni. Il remporte ainsi les concours du lancer du poids des championnats d'Angleterre d'athlétisme (en) 1901 et 1902. Ses résultats lui permettent de devenir le premier américain à recevoir un "bleu (en)" de l'Université d'Oxford en récompense notamment de ses victoires contre l'Université de Cambridge au lancer du poids et au lancer du marteau. Toujours en 1902, il améliore son record personnel du lancer du poids en expédiant son boulet à 13,67 m.
A l'été 1902, Wesley Coe revient aux Etats-Unis. Après quelques hésitations avec l'Université d'Harvard, il s'engage finalement avec l'Université Yale, convaincu par les arguments de Mike Murphy (en) et de Walter Camp. Attendu sur les terrains de football américain, il est finalement déclaré inéligible pour la saison 1902. Il quitte Yale l'année suivante sans avoir pu s'exprimer sur les terrains de football. 

### Jeux olympiques de 1904 et record du monde
Wesley Coe continue sa carrière sportive après avoir quitté Yale. Le 4 juillet 1904, lors d'une compétition à Somerville, il lance à 14,78 m. Bien que non reconnue par l'Amateur Athletic Union, cette performance aurait constitué le record du monde officieux de la discipline. Deux mois plus tard, Wesley Coe participe au concours du lancer du poids des Jeux olympiques d'été de 1904 se déroulant à Saint-Louis, dans le Missouri. A l'issue d'un âpre duel avec Ralph Rose, Wesley Coe s'incline et d'adjuge la médaille d'argent du concours avec un meilleur lancer à 14,40 m. Ralph Rose remporte le titre avec un meilleur jet à 14,81 m, nouveau record du monde officieux. Le podium est complété par un troisième américain, en la personne de Lawrence Feuerbach.  
En 1905, à Medford, Wesley Coe bat le record du monde officieux de Rose, en présence de ce dernier, en réussissant un lancer mesuré à 14,98 m. Le Boston Globe décrit de cette manière le lancer ,:

« Le poids a été soigneusement placé dans sa main droite, une prise ferme a été assurée, puis, avec un saut et une élasticité éclair, il a jeté le poids à la moitié du terrain. Ce dernier a obtenu une altitude splendide, et quand il est tombé au-delà de sa marque précédente, Rose s'est exclamé: "Vous l'avez, Coe, et je vous félicite." »

### Université du Michigan
En mars 1905, Wesley Coe annonce qu'il rejoindra l'Université du Michigan dès l'automne suivant. En septembre 1905, le Boston Globe rapporte que Wesley Coe envisage d'entamer une carrière dans les sports de combat et particulièrement en boxe. Concernant le lancer du poids, Coe bat Rose lors d'un concours à Portland en août 1905. A cette occasion, il lance son engin à 15,08 m et améliore son record du monde officieux. Avec l'Université du Michigan, il remporte en 1906 le concours du lancer du poids des championnats nationaux universitaires et termine second du concours du lancer du disque. Avec l'équipe des Michigan Wolwerines, il s'adjuge le titre par équipes de la Conférence de l'Ouest, aujourd'hui connue sous le nom de Big Ten Conference. Quelques mois plus tard, en mai 1906, il est déclaré inéligible pour concourir au sein de la Conférence de l'Ouest en raison d'une règle stipulant qu'un athlète ayant déjà représenté une autre université à niveau national devait attendre une année avant d'en représenter une autre. 

### Retour dans le Massachusetts
En décembre 1906, la Boston Athletic Association réunit une équipe d'athlète de haut-niveau et les faits concourir sous ses couleurs. Coe est contacté et accepte de rejoindre cette équipe. Les champions olympiques Ellery Clark et Robert Leavitt répondent également favorablement à cet appel. Coe participe pendant deux ans à des compétitions avec la Boston Athletic Association. Il s'essaie plusieurs fois au lancer du poids de 3,6 kg et bat plusieurs fois le record du monde de la discipline avec notamment un meilleur jet à 19,11 m. 

### Jeux olympiques de 1908 et fin de carrière
En juin 1908, Coe est sélectionné pour concourir une seconde fois aux Jeux olympiques. A Londres, il participe au concours du lancer du poids et échoue au pied du podium avec un meilleur jet à 13,07 m. Ralph Rose, lui, remporte son second titre olympique. Wesley Coe participe également à l'épreuve du tir à la corde avec l'équipe des Etats-Unis et termine 5e.
Les années suivantes, Coe voyage fréquemment entre le Royaume-Uni et les Etats-Unis. Il remporte quelques médailles aux championnats d'Angleterre, notamment en 1912 sur le lancer du poids, et en 1920 sur l'épreuve du lancer du poids de 25 kilos où il s'adjuge le titre. 

## Fin de vie
Après les Jeux olympiques de 1908, Coe travaille pendant un certain temps avec son père dans le secteur minier en Californie. Coe déménage ensuite à Détroit dans le Michigan, où il a été employé comme chimiste de recherche.
Vers 1916, il se marie avec Evelyn Coe, originaire du Cheshire, en Angleterre. Ensemble, ils ont deux enfants,. En 1918, la famille vit à Lexington dans le Massachusetts. Wesley Coe est alors associé avec son père au sein d'une entreprise de fabrication de colorants. Au moment du recensement national américain de 1920, Wesley Coe indique vivre sur la voie Beacon Street de Boston avec sa femme et ses enfants.
En juin 1926, Wesley Coe tombe malade et déménage à Bozeman dans le Montana, sur les conseils de son médecin. Il travaille alors à Bozeman en tant que chimiste. Il décède la veille de Noël 1926 des suites de la maladie de Hodgkin à l'hôpital Deaconess de Bozeman. Il était âgé de 47 ans. Il laisse dans le deuil sa femme et ses deux enfants, qui vivaient alors à Bournemouth, en Angleterre.

## Palmarès
| Date | Compétition     | Lieu        | Résultat | Épreuve         | Marque  |
| ---- | --------------- | ----------- | -------- | --------------- | ------- |
| 1904 | Jeux olympiques | Saint-Louis | 2e       | Lancer du poids | 14,40 m |
| 1908 | Jeux olympiques | Londres     | 4e       | Lancer du poids | 13,07 m |
| 1908 | Jeux olympiques | Londres     | 5e       | Tir à la corde  | -       |

## Records
| Épreuve         | Performance | Lieu     | Date        |
| --------------- | ----------- | -------- | ----------- |
| Lancer du poids | 15,08 m     | Portland | 5 août 1905 |